# Robbie Buhl
 (octobre 2017).
Si vous disposez d'ouvrages ou d'articles de référence ou si vous connaissez des sites web de qualité traitant du thème abordé ici, merci de compléter l'article en donnant les références utiles à sa vérifiabilité et en les liant à la section « Notes et références ».
Robbie Buhl, né le 2 septembre 1963 à Détroit au Michigan, est un pilote automobile américain.

## Palmarès
- 1989 : Barber Saab Pro Series, champion
- 1992 : Indy Lights, champion
- 1995 : Indy Lights, vice-champion
- 1996 : 3e des Indy Racing League